# Leptolalax melanolecus
Leptolalax melanolecus är en groddjursart som beskrevs av Matsui 2006. Leptolalax melanolecus ingår i släktet Leptolalax och familjen Megophryidae. IUCN kategoriserar arten globalt som livskraftig. Inga underarter finns listade i Catalogue of Life.